# Бисе ла Пјер
Бисе ла Пјер (фр. Bissey-la-Pierre) насеље је и општина у источном делу централне Француске у региону Бургоња, у департману Златна обала која припада префектури Монбар.
По подацима из 2011. године у општини је живело 73 становника, а густина насељености је износила 8,65 становника/km². Општина се простире на површини од 8,44 km². Налази се на средњој надморској висини од 240 метара (максималној 261 m, а минималној 214 m).

## Демографија
| 1962. | 1968. | 1975. | 1982. | 1990. | 1999. | 2011. |
| ----- | ----- | ----- | ----- | ----- | ----- | ----- |
| 68    | 83    | 71    | 59    | 54    | 86    | 73    |

График промене броја становника у току последњих година